# Linphone
 (décembre 2021).
 (décembre 2021).
Linphone est un logiciel de téléphonie et visiophone par Internet, (VoIP) et de messagerie instantanée (IM). Initialement développé pour GNU/Linux en 2001, il a ensuite été porté sur d'autres systèmes d'exploitation: Windows, macOS, iOS et Android. Depuis 2010, le projet Linphone est développé et distribué par la société Belledonne Communications SARL, une PME française basée à Grenoble.
Linphone est un logiciel libre pouvant être téléchargé et utilisé gratuitement. Le code source est distribué sous double licence : sous licence GNU GPL v3 pour une utilisation dans un produit open source, ou sous licence propriétaire pour les entités désirant garder fermées les sources de leur produit dérivé de Linphone.

## Histoire

### 2001 - 2010: Origine du projet
Linphone a été créé en 2001 par Simon Morlat.
Après avoir fini ses études en traitement du signal à Grenoble, Simon Morlat s’intéresse à la Voix sur IP, une technologie permettant de transmettre la voix sur des réseaux compatibles IP. Au début des années 2000, cette technologie revêt alors un important potentiel pour faire baisser drastiquement le coût des télécommunications (les communications téléphoniques étant encore tarifées à la minute), tout en permettant d’avoir une meilleure qualité de son qu’en passant par des réseaux téléphoniques traditionnels.
Ne trouvant pas de logiciel de VoIP répondant à ses critères, Simon Morlat se lance dans ce projet de faire un logiciel de téléphonie par Internet pour Linux. C’est en avril 2001 que la première version de Linphone est publiée. Le support des appels vidéo est ajouté en 2006, puis le logiciel est porté sur smartphones en 2010.
Recevant des demandes commerciales pour du service de la part d'entreprises utilisant le logiciel, Simon Morlat s’associe à Jehan Monnier, avec qui il avait travaillé pendant 10 ans dans la division Télécommunications de Hewlett-Packard, pour créer la société Belledonne Communications.

### 2010 - aujourd'hui: Belledonne Communications
L’essor des smartphones permet de trouver des clients dès la première année. C’est en effet le lancement de l’iPhone 3GS, en 2009, qui a marqué le début de l’engouement autour du smartphone : les entreprises ont commencé à avoir besoin d’un logiciel de téléphonie par internet, capable de fonctionner sur smartphone (Android et iOS). L’une des premières missions de Belledonne Communications a donc été de faire le portage de Linphone sur iOS et Android alors que jusque-là, le logiciel était uniquement disponible pour GNU/Linux et Windows. Le portage a ensuite été fait sur MacOS en 2011.
Pour compléter le produit Linphone, la société lance le projet Flexisip en 2011. L’idée était d’étendre l’offre dans le domaine des serveurs, pour proposer un écosystème de logiciel client Linphone et de logiciel serveur Flexisip qui répond aux spécificités techniques de l’internet mobile et des smartphones. Cela permet alors d’avoir la maitrise de l’ensemble du processus, et donc de proposer aux clients une solution complète. La première version de Flexisip a été publiée en 2015.

## Fonctionnement

### Fonctionnalités
Les principales fonctionnalités sont les appels audio/vidéo par réseau IP, les conférences audio/vidéo (appels à plusieurs), le partage d’informations de présence, et des fonctionnalités de messagerie instantanée avancées telles que les groupes de discussion, le partage de fichiers, et les messages éphémères.
Linphone implémente des standards avancés pour la qualité des appels, tels que des codecs HD (Opus pour la voix, VP8, H.264, H.265 pour la vidéo), des algorithmes d’adaptation de qualité en fonction du réseau, et des mécanismes de correction de transmission.
Linphone propose également des fonctionnalités de sécurité avancées :
- Authentification sécurisée des utilisateurs (par digest authentification avec l'utilisation de l'algorithme de hachage cryptographique SHA256, ou par certificats clients TLS).
- Établissement sécurisé des appels avec SIP/TLS.
- Chiffrement de bout-en-bout des appels audio/vidéo et des conversations texte (pour les messages 1-1 et de groupe, ainsi que pour les fichiers partagés via le tchat), via LIME[16] (Linphone Instant Messageing Encryption), un protocole d'extension créé par la même société.
- Support des protocoles standards SRTP, SRTP-DTLS et ZRTP[17],[4].

### Plateformes et environnements
Linphone étant un logiciel libre, l’application mobile peut être utilisée gratuitement.
L'application est disponible sous deux versions avec des interfaces utilisateurs spécifiques : une version mobile compatible smartphones iOS/Android et tablettes/iPad, et une version desktop pour les ordinateurs sur Linux, macOS ou Windows.
La version mobile est disponible sur les magasins d’application. Le code source peut être compilé via Git ou depuis les répertoires publics de Belledonne Communications sur GitLab et GitHub.